# 이누야마 이누코
이누야마 이누코(일본어: 犬山 イヌコ, 1965년 12월 16일 ~ )는 일본의 여배우, 성우, 내레이터이다. 도쿄도 출신. 아크로스 엔터테인먼트 소속.

## 출연 작품

### 영화
- 2023년 퍼펙트 데이즈

### 극장판 애니메이션
- 2005년 극장판 포켓몬스터 AG: 뮤와 파동의 용사 루카리오 - 냐옹